# Thoropa
Genre
Thoropa est un genre d'amphibiens de la famille des Cycloramphidae.

## Répartition et habitat
Les six espèces de ce genre sont endémiques du Brésil. Elles se rencontrent au Sud, au Sud-Est et au Nord-Est.
Ces espèces vivent principalement sur les rochers près des cours d'eau et cascades. 

## Liste des espèces
Selon Amphibian Species of the World (10 juin 2017) :
- Thoropa lutzi Cochran, 1938
- Thoropa megatympanum Caramaschi & Sazima, 1984
- Thoropa miliaris (Spix, 1824)
- Thoropa petropolitana (Wandolleck, 1907)
- Thoropa saxatilis Cocroft & Heyer, 1988
- Thoropa taophora (Miranda-Ribeiro, 1923)

## Publication originale
- Cope, 1865 : Sketch of the Primary Groups of Batrachia Salientia. The Natural History Review, New Serie, vol. 5, p. 97–120 (texte intégral).